# Martí de Soure
Martí de Soure o Martinho Árias (Auranca, Portugal començament del segle xii - Còrdova, 31 de gener de 1146) fou un canonge portuguès, mort captiu a Còrdova. És venerat com a sant per l'Església catòlica.

## Biografia
Martinho Arias o Martinho Manuel era fill d'Aires Manuel i d'Argió; educat molt cristianament fou ofert pel seu pare al bisbe Maurici, que anava camí de Coïmbra, perquè entrés al seu servei i fes carrera eclesiàstica. Així, visqué i es formà a la casa del bisbe a Fradelos, actual municipi de Branca (Albergaria-a-Velha). Ja més gran, professà com a canonge regular de la Seu de Coïmbra i s'ordenà sacerdot. Portà una vida exemplar i fou admirat per la seva virtut i caritat amb els necessitats.
Cap al 1124 fou elegit prior de la població fronterera de Soure, amb el seu germà Mendo, eclesiàstic del mateix capítol, amb l'objectiu de restaurar-hi l'església i donar ajut espiritual a la població, que havia estat atacada pels musulmans en 1117. Molt estimat al poble, en 1144, el governador musulmà de Santarém Abu-Zakaria ocupà i destruí Soure, enduent-se'n presa una gran part de la població a Santarém. Allí, pronosticà la conquesta de la ciutat per Alfons I de Portugal i fou enviat a Èvora, Sevilla i Còrdova, on fou torturat i morí a la presó en 1146.
El monjo Salvado de Santa Cruz escrigué la vida del sant, cap al 1150.